# Dystasia cristata
Dystasia cristata es una especie de escarabajo longicornio del género Dystasia, familia Cerambycidae. Fue descrita científicamente por Fisher en 1933.
Habita en India. Los machos y las hembras miden aproximadamente 13-17 mm.